# Mroczne dziedzictwo (film)
Mroczne dziedzictwo (ang. Undertow) – amerykański film z 2004 roku.
|  |

## Opis fabuły
John Munn (Dermont Mulroney) wraz ze swoimi synami Chrisem (Jamie Bell) i Timem (Devon Alan) mieszkają na nieco odludnej farmie w stanie Georgia, gdzie wiodą spokojne życie zajmując się gospodarstwem. Do czasu, kiedy w ich domu pojawia się świeżo wypuszczony z więzienia brat Johna, Deel. Jest przepełniony zawiścią i agresją. Początkowo wszystko układa się dobrze, lecz wkrótce okazuje się, że ma on nieczyste zamiary. Chce bowiem odzyskać część majątku po własnym ojcu. Odnajduje ukryte złote monety, a podczas kłótni zabija własnego brata. Jedynymi świadkami zabójstwa są bracia Chris i Tim którzy natychmiast uciekają z domu ze strachu przed wujem oraz obawiając się, że podejrzenie zamordowania ojca padnie na nich.